# Melbyfjorden
Melbyfjorden er en fjord i Bamble kommune i Vestfold og Telemark fylke i Norge. Den går lidt over to kilometer fra Lilleatlanteren ved indløbet til Brevikstrandfjorden i sydvestlig retning mod Kjønnøya. Melby, som har givet navn til fjorden, ligger på fastlandet lige nord for fjorden. På den  anden side af Kjønnøya ligger Trosbyfjorden.
Havneholmene ligger i Melbyfjorden og er en del af Skjærgårdsparken i Bamble. Her ligger flere forankringssteder for småbåde.